# Winter Moscow Open 2013
Il Winter Moscow Open 2013 (Russia F5 Futures 2013) è stato un torneo di tennis giocato sul cemento indoor. È stata la 2ª edizione del torneo del Winter Moscow Open, che fa parte della categoria Futures 15 K nell'ambito dell'ITF Men's Circuit 2013 e della categoria ITF 25 K nell'ambito dell'ITF Women's Circuit 2013. Sia il torneo maschile che quello femminile si sono giocati allo Sport Club Multisport di Mosca, dal 18 al 24 febbraio 2013.

## Campioni

### Singolare maschile
Konstantin Kravčuk ha battuto in finale  Andis Juška con il punteggio di 6–4, 5–7, 6–4.

### Singolare femminile
Maryna Zanevs'ka ha battuto in finale  Sofia Šapatava con il punteggio di 6–4, 7–6(5).

### Doppio maschile
Andis Juška /  Konstantin Kravčuk hanno battuto in finale  Aljaksandr Bury /  Nikolai Fidirko con il punteggio di 6–4, 3–6, [10–6].

### Doppio femminile
Margarita Gasparjan /  Polina Monova hanno battuto in finale  Valerija Solov'ëva /  Maryna Zanevs'ka con il punteggio di 6–4, 2–6, [10–5].